# فرانك فان موسيلفيلد
فرانك فان موسيلفيلد (بالهولندية: Frank van Mosselveld)‏ (2 يناير 1984 بفالفايك في هولندا - ) هو لاعب كرة قدم هولندي في مركز الدفاع. لعب مع آر كي سي فالفيك وفيلم تو تيلبورغ وأو جي سي روزمالين.

## وصلات خارجية
- فرانك فان موسيلفيلد على موقع قاعدة بيانات كرة القدم.إي يو (الإنجليزية)
- فرانك فان موسيلفيلد على موقع Soccerway.com (الإنجليزية)